# Cynaeda globuliferalis
Cynaeda globuliferalis (Hampson, 1916) è un lepidottero notturno, appartenente alla famiglia Crambidae, endemico del Kenya..